# West Alton
West Alton är en ort i Saint Charles County i Missouri. Vid 2020 års folkräkning hade West Alton 359 invånare.